# Jump in the Fire
Jump in the Fire – czwarty utwór Metalliki z ich debiutanckiego albumu Kill ’Em All.
Piosenka została wydana jako drugi singel z płyty Kill ’Em All razem z „Seek & Destroy” oraz „Phantom Lord”, które to zostały wydane w sfingowanej wersji na żywo, tj. nagrano je w studiu z odgłosami tłumu.
W 1982 roku „Jump in the Fire” pojawił się na demówce zespołu, która prezentowała również inne utwory, które rok później wydane zostały na Kill ’Em All.
Oryginalne słowa zostały napisane przez Mustaina. Pierwotnie utwór miał traktować o seksie, dopiero po opuszczeniu zespołu Mustaine przekazał tekst Hetfieldowi, który uczynił z niego utwór o piekle.